# Thalattoscopus brunki
Thalattoscopus brunki är en insektsart som beskrevs av Schmidt 1930. Thalattoscopus brunki ingår i släktet Thalattoscopus och familjen dvärgstritar. Inga underarter finns listade i Catalogue of Life.